# 赫列斯季謝 (克拉斯諾赫拉德區)
49°33′1″N 35°31′2″E / 49.55028°N 35.51722°E
赫雷斯季什切（烏克蘭語：Хрестище）是位於烏克蘭東部的村莊，由哈爾科夫州别列斯京区的克拉斯諾赫拉德市鎮負責管轄。該村始建於1731年，面積2.43平方公里，海拔高度167米，2001年人口947，人口密度每平方公里389.2人。